# Låt nya tankar tolka Kristi bud
Låt nya tankar tolka Kristi bud är en missionspsalm med text av Siri Dahlquist skriven 1923. Musiken är skriven 1937 av David Wikander.

## Publicerad i
- 1986 års psalmbok som nr 417 under rubriken "Vittnesbörd - tjänst - mission".
- Svensk psalmbok för den evangelisk-lutherska kyrkan i Finland (1986) som nr 443 under rubriken "Mission", med en annan melodi av Alfred Morton Smith.
- Psalmer och Sånger 1987 som nr 472 under rubriken "Kyrkan och nådemedlen - Vittnesbörd - tjänst - mission".[1]